# حكومة بولنت أجاويد الخامسة
حكومة بولنت أجاويد الخامسة أو حكومة الجمهورية التركية الـ57 (بالتركية: Türkiye Cumhuriyeti 57. Hükümeti) كُلِفَّ الرئيس السابق لحزب اليسار الديمقراطي بولنت أجاويد من قِبل الرئيس التركي السابق سليمان دميرل، وبالائتلاف مع حزبي الحركة القومية والوطن الأم، بتشكيل الحكومة الـ57 لجمهورية تركيا بتاريخ 3 مايو 1999. كما حصلت الحكومة الائتلافية على تصويت الثقة من البرلمان التركي في الانتخابات العامة، وتمت الموافقة على تشكيل الحكومة الائتلافية من قبل دميرل وبدأت عهدة الحكومة بتاريخ 28 مايو 1999 حتى 18 نوفمبر 2002.

## قائمة الحكومة
| المنصب                                  | الاسم                                            | الحزب                 |
| رئيس الوزراء                            | بولنت أجاويد                                     | حزب اليسار الديمقراطي |
| وزير الدولة ونائب رئيس الوزراء          | دولت بهجلي                                       | حزب الحركة القومية    |
| وزير الدولة ونائب رئيس الوزراء          | مسعود يلماز 12 يوليو 2000 - 18 نوفمبر 2002       | حزب الوطن الأم        |
| وزير الدولة ونائب رئيس الوزراء          | حسام الدين اوزكان 28 مايو 1999 - 8 يوليو 2002    | حزب اليسار الدمقراطي  |
| وزير الدولة ونائب رئيس الوزراء          | شكري غورل 9 يوليو 2002 - 18 نوفمبر 2002          | حزب اليسار الديمقراطي |
| وزير الطاقة ونائب رئيس الوزراء          | جمهور إرسومير 29 يونيو 1999 - 12 يوليو 2000      | حزب الوطن الأم        |
| وزير الدولة                             | محمد كجيجيلار                                    | حزب الوطن الأم        |
| وزير الدولة                             | حكمت أولوباي 28 مايو 1999 - 21 يوليو 1999        | حزب اليسار الديمقراطي |
| وزير الدولة                             | رجب أونال 22 يوليو 1999 - 9 يوليو 2002           | حزب اليسار الديمقراطي |
| وزير الدولة                             | تايفون إيجلي 9 يوليو 2002 - 18 نوفمبر 2002       | حزب اليسار الديمقراطي |
| وزير الدولة                             | تونجا توسكاي                                     | حزب الحركة القومية    |
| وزير الدولة                             | يوكسيل يالوفا 28 مايو 1999 - 31 مايو 2001        | حزب الوطن الأم        |
| وزير الدولة                             | سعد الدين تانتان 5 يونيو 2001 - 6 يونيو 2001     | حزب الوطن الأم        |
| وزير الدولة                             | نجات ارسيفين 8 أغسطس 2001 - 7 أغسطس 2002         | حزب الوطن الأم        |
| وزير الدولة                             | شكري غورل 28 مايو 1999 - 9 يوليو 2002            | حزب اليسار الديمقراطي |
| وزير الدولة                             | زكي سيزار 9 يوليو 2002 - 18 نوفمبر 2002          | حزب اليسار الديمقراطي |
| وزير الدولة                             | سعيد سمونجي أوغلو 28 مايو 1999 - 8 مايو 2000     | حزب الحركة القومية    |
| وزير الدولة                             | فاروق بال 22 مايو 2000 - 18 نوفمبر 2002          | حزب الحركة القومية    |
| وزير الدولة                             | رشدي كاظم 28 مايو 1999 - 5 يونيو 2001            | حزب الوطن الأم        |
| وزير الدولة                             | يلماز كاراكوينلو 5 يونيو 2001 - 18 نوفمبر 2002   | حزب الوطن الأم        |
| وزير الدولة                             | مصطفى يلماز 28 مايو 1999 - 10 يوليو 2002         | حزب اليسار الديمقراطي |
| وزير الدولة                             | محمد كوجاباتماز 10 يونيو 2002 - 18 نوفمبر 2002   | حزب اليسار الديمقراطي |
| وزير الدولة                             | رمضان ميرزاوغلو                                  | حزب الحركة القومية    |
| وزير الدولة                             | أديب غايدالي 28 مايو 1999 - 10 سبتمبر 2002       | حزب الوطن الأم        |
| وزير الدولة                             | محمد يلدرم 12 سبتمبر 2002 - 18 نوفمبر 2002       | حزب الوطن الأم        |
| وزير الدولة                             | حسن غيميجي 28 مايو 1999 - 10 يوليو 2002          | حزب اليسار الديمقراطي |
| وزير الدولة                             | ميلدا باير 10 يوليو 2002 - 18 نوفمبر 2002        | حزب اليسار الديمقراطي |
| وزير الدولة                             | شوايب أوشنماز                                    | حزب الحركة القومية    |
| وزير الدولة                             | محمد علي إيرتمجيليك 28 مايو 1999 - 6 مايو 2000   | حزب اليسار الديمقراطي |
| وزير الدولة                             | فكرت اونلو 28 مايو 1999 - 24 أغسطس 2002          | حرب اليسار الديمقراطي |
| وزير الدولة                             | أردوغان توبراك 24 أغسطس 2002 - 18 نوفمبر 2002    | حرب اليسار الديمقراطي |
| وزير الدولة                             | عبد الخالق جاي 28 مايو 1999 - 24 ديسمبر 2001     | حزب الحركة القومية    |
| وزير الدولة                             | رشاد دوغرو 7 يناير 2002 - 18 نوفمبر 2002         | حزب الحركة القومية    |
| وزير الدولة                             | كمال درويش 2 مارس 2001 - 10 أغسطس 2002           | مستقل                 |
| وزير الدولة                             | معصوم توركر 10 أغسطس 2002 - 18 نوفمبر 2002       | حزب اليسار الديمقراطي |
| وزير الدولة                             | طيب غولك 12 يوليو 2002 - 18 نوفمبر 2002          | حزب اليسار الديمقراطي |
| وزير العدل                              | حكمت تورك 28 مايو 1999 - 5 أغسطس 2002            | حزب اليسار الديمقراطي |
| وزير العدل                              | ايسل جليكل 5 أغسطس 2002 - 18 نوفمبر 2002         | مستقل                 |
| وزير الدفاع الوطني                      | صباح الدين جقماق أوغلو                           | حزب الحركة القومية    |
| وزير الشؤون الخارجية                    | سعد الدين تانتان 28 مايو 1999 - 5 يونيو 2001     | حزب الوطن الأم        |
| وزير الشؤون الخارجية                    | رشدي كاظم 5 يونيو 2001 - 5 أغسطس 2002            | حزب الوطن الأم        |
| وزير الشؤون الخارجية                    | مظفر ايجميش 5 أغسطس 2002 - 18 نوفمبر 2002        | مستقل                 |
| وزير الشؤون الخارجية                    | إسماعيل جيم 28 مايو 1999 - 11 يونيو 2002         | حزب اليسار الديمقراطي |
| وزير الشؤون الخارجية ونائب رئيس الوزراء | شكري غورل 12 يونيو 2002 - 18 نوفمبر 2002         | حزب اليسار الديمقراطي |
| وزير المالية                            | سومر أورال                                       | حزب الوطن الأم        |
| وزير التربية الوطنية                    | متين بستانجي أوغلو 28 مايو 1999 - 9 يوليو 2002   | حزب اليسار الديمقراطي |
| وزير التربية الوطنية                    | نجدت تكين 10 يوليو 2002 - 18 نوفمبر 2002         | حزب اليسار الديمقراطي |
| وزير الأشغال العامة والاسكان            | كوراي ايدن 28 مايو 1999 - 5 سبتمبر 2001          | حزب الحركة القومية    |
| وزير الأشغال العامة والاسكان            | عبد القادر اكجان 19 سبتمبر 2001 - 18 نوفمبر 2002 | حزب الحركة القومية    |
| وزير الصحة                              | أوصمان دورمش                                     | حزب الحركة القومية    |
| وزير الطاقة والموارد الطبيعية           | جمهور إيرسومر 28 مايو 1999 - 27 أبريل 2001       | حزب الوطن الأم        |
| وزير الطاقة والموارد الطبيعية           | زكي جاكان 8 مايو 2001 - 18 نوفمبر 2002           | حزب الوطن الأم        |
| وزير النقل                              | أنيس أوكسز 28 مايو 1999 - 17 يوليو 2001          | حزب الحركة القومية    |
| وزير النقل                              | أوكتاي فوراي 30 يوليو 2001 - 5 أغسطس 2002        | حزب الحركة القومية    |
| وزير النقل                              | ناجي كناجي أوغلو 5 أغسطس 2002 - 18 نوفمبر 2002   | مستقل                 |
| وزير الزراعة والشؤون الريفية            | حسني غوكالب                                      | حزب الحركة القومية    |
| وزير العمل والضمان الاجتماعي            | يشار أوكويان 28 مايو 1999 - 7 أغسطس 2002         | حزب الوطن الأم        |
| وزير العمل والضمان الاجتماعي            | نجاد ارسيفين 7 أغسطس 2002 - 18 نوفمبر 2002       | حزب الوطن الأم        |
| وزير الصناعة والتجارة                   | أحمد تانركولو                                    | حزب الحركة القومية    |
| وزير الثقافة                            | استميحان تالاي 28 مايو 1999 - 9 يوليو 2002       | حزب اليسار الديمقراطي |
| وزير الثقافة                            | سواد شاغليان 9 يوليو 2002 - 18 نوفمبر 2002       | حزب اليسار الديمقراطي |
| وزير السياحة                            | إيركان مومجو 28 مايو 1999 - 8 أغسطس 2001         | حزب الوطن الأم        |
| وزير السياحة                            | مصطفى تاشار 8 أغسطس 2001 - 18 نوفمبر 2002        | حزب الوطن الأم        |
| وزير الغابات                            | نامي جاغان                                       | حزب اليسار الديمقراطي |
| وزير البيئة                             | فوزي ايتكين                                      | حزب اليسار الديمقراطي |